# Zhou Yang
Zhou Yang (n. 9 iunie 1991, Changchun, Republica Populară Chineză) este o sportivă chineză, medaliată olimpică. A participat la 2 ediții ale Jocurilor Olimpice (2010, 2014) în care a câștigat 3 medalii de aur.